# کلت کلر
کلت درک کلر (به انگلیسی: Klete Derik Keller) (زادهٔ ۲۱ مارس ۱۹۸۲ شناگر اهل ایالات متحده آمریکا است.

## پیشینه ورزشی
کلت کلر برنده مدال طلای شنای ۴۰۰ متر آزاد در بازی‌های المپیک تابستانی ۲۰۰۸ پکن بود.

## بزهکاری
کلت کلر از جمله کسانی بود که در ۶ ژانویه ۲۰۲۱ به کنگره آمریکا یورش برند. او هنگام در این یورش، لباس تیم ملی المپیک آمریکا را بر تن داشت. در ۱۳ ژانویه ۲۰۲۱ اداره تحقیقات فدرال (اف‌بی‌آی) سه اتهام ورود آگاهانه به منطقه غیرمجاز، بی‌نظمی و نافرمانی در داخل ساختمان کنگره و هل‌دادن و عقب راندن افسران پلیس را به کلت کلر وارد کرد که می‌توانست تا ۱۵ سال زندان داشته باشد. اما در ۱۰ فوریه ۲۰۲۰ چهار اتهام دیگر، مانند چون نافرمانی مدنی و اخلال در روند قضایی نیز افزوده شدند. با این اتهام‌ها ممکن است وی تا ۳۰ سال زندانی شود.